# 芒松维尔
芒松维尔（法語：Mansonville，法語發音：[mɑ̃sɔ̃vil]）是法国奥克西塔尼大区塔恩-加龙省的一个市镇，属于卡斯泰尔萨拉桑区。

## 地理
芒松维尔（44°0'59"N, 0°50'27"E）面积15.45 平方千米，位于法国奧克西塔尼大區塔恩-加龙省，该省份为法国西南部内陆省份，北起顺时针与洛特省、阿韦龙省、塔恩省、上加龙省、热尔省和洛特-加龙省接壤。
与芒松维尔接壤的市镇（或旧市镇、城区）包括：弗拉马朗、佩尔卡沃、圣安托万、巴尔迪格、卡斯泰拉布泽、拉沙佩勒、圣让迪布泽。

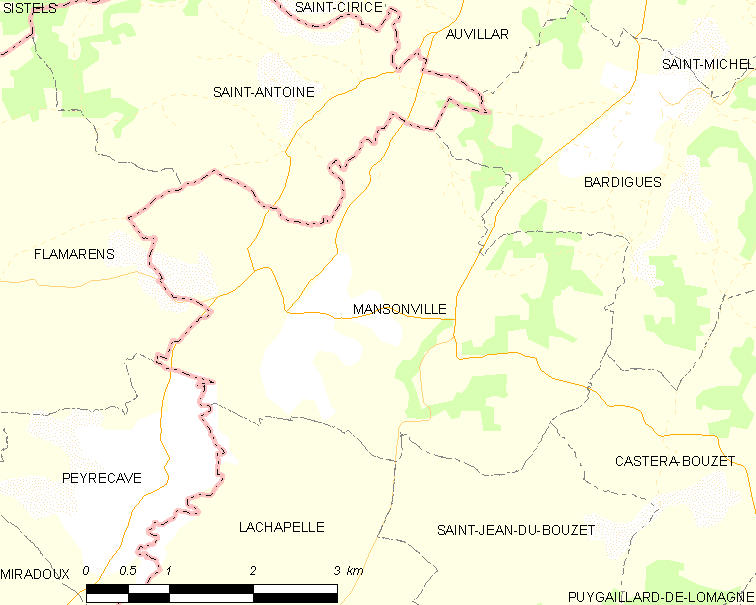
芒松维尔的OSM定位图

芒松维尔的时区为UTC+01:00、UTC+02:00（夏令时）。

## 行政
芒松维尔的邮政编码为82120，INSEE市镇编码为82102。

## 政治
芒松维尔所属的省级选区为加龙-洛马涅-布吕尤瓦县。

## 人口

1962-2008年间芒松维尔人口变化图示

芒松维尔于2022年1月1日时的人口数量为310人。